# Тонел (газове родовище)

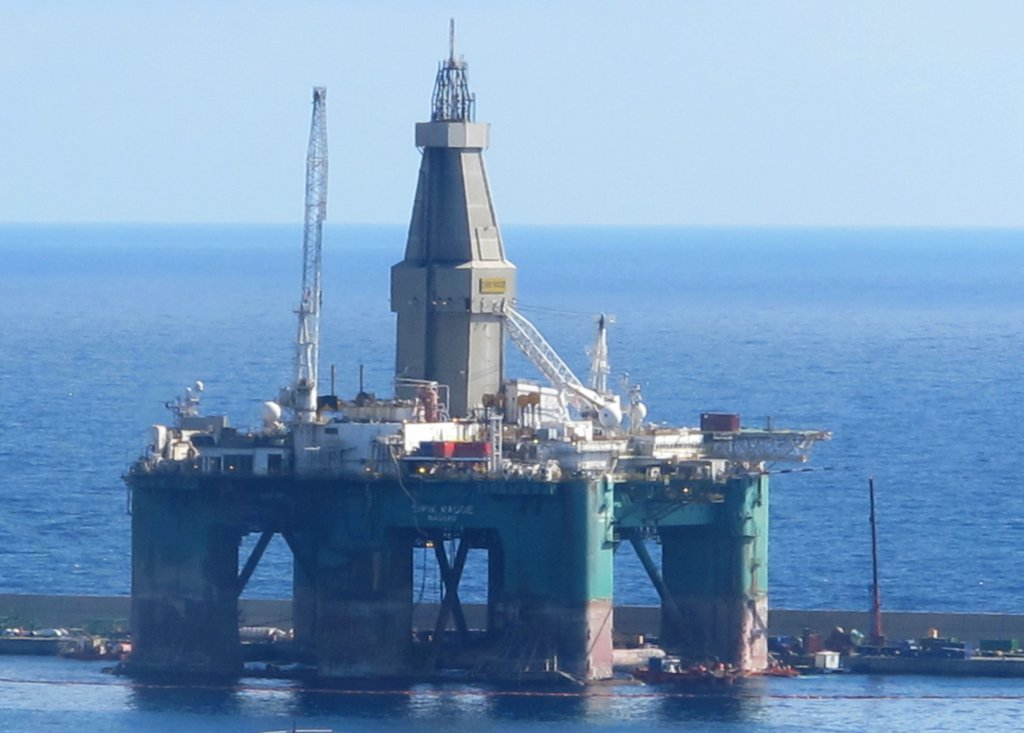
Бурове судно Eirik Raude, яке спорудило свердловину-відкривач родовища

Тонел — газове родовище в Екваторіальній Гвінеї, розташоване у понад ста кілометрах на захід від острова Біоко у Гвінейській затоці.

## Характеристика
Тонел виявили в офшорному ліцензійному блоці R на північ родовища Фортуна. Тут в 2012 році напівзанурене бурове судно Eirik Raude спорудило розвідувальну свердловину R-4 (Tonel-1). Закладена в районі з глибиною моря 1599 метрів, вона мала довжину 3072 метри та пройшла через газонасичені інтервали у пісковиках турбідітового походження епохи міоцену товщиною 117 метри.
За цим розміри відкриття уточнили за допомогою оціночної свердловини Tonel North-1, яку в 2014-му спорудило судно Titanium Explorer. Закладена за 5 км на північний схід від Tonel-1, вона підтвердила наявність покладів у нижньому цільовому інтервалі, проте у верхньому виявили лише незначне насичення газом. Це зменшило оцінку ресурсів родовища до 14 млрд м3 (за результатами Tonel-1 вони оцінювались у понад 22 млрд м3).
Розробка Тонел планується як другий етап розвитку блоку R (на першому введуть в експлуатацію зазначене вище родовище Фортуна).